# Jalal Harutyunyan
Jalal Anatoli Harutyunyan (in armeno Ջալալ Անատոլիի Հարությունյան?; Badara, 11 novembre 1974) è un generale karabakho.
È un alto ufficiale militare armeno e, dal 24 febbraio 2020, ministro della Difesa della repubblica di Artsakh (fino al 2017 repubblica del Nagorno Karabakh) e in quanto tale è divenuto anche comandante dell'Esercito di difesa dell'Artsakh.

## Biografia
È nato nel villaggio di Badara, regione di Askeran, nel 1974. Dal 1989 ha frequentato la scuola secondaria del villaggio natale. Nel 1991 si è laureato presso la Facoltà di biologia dell'Istituto pedagogico statale dell'Artsakh. Nel 1995 consegue la laureato presso la università statale dell'Artsakh.
Dal 1992 al 1994 ha prestato servizio nell'Esercito di difesa partecipando alla prima guerra del Nagorno Karabakh. Nel 1999 viene ammesso all'Accademia Militare Russa del Ministero della Difesa nella quale si diploma. Dal 1992 al 2016 ha ricoperto vari incarichi di comando nelle unità militari dell'Esercito della Difesa: Assistente del capo dell'intelligence di artiglieria, capo dell'intelligence di artiglieria, capo della divisione di artiglieria, comandante del comando di addestramento militare, vice comandante del reggimento, comandante del reggimento, comandante dell'artiglieria.
Il 14 dicembre 2018, con decreto del presidente della repubblica, è stato nominato primo vice capo di stato maggiore dell'esercito della difesa.
L'8 luglio 2019, con decreto del Presidente della Repubblica dell'Artsakh, gli è stato assegnato il grado di Maggiore Generale.
Il 24 febbraio 2020 è stato nominato ministro della Difesa.
È sposato e ha due figlie e un figlio.
Il 15 ottobre 2020 è stato promosso al grado di tenente generale.